# Dactylocythere susanae
Dactylocythere susanae är en kräftdjursart som beskrevs av Hobbs III 1971. Dactylocythere susanae ingår i släktet Dactylocythere och familjen Entocytheridae. Inga underarter finns listade i Catalogue of Life.